# Kenessa

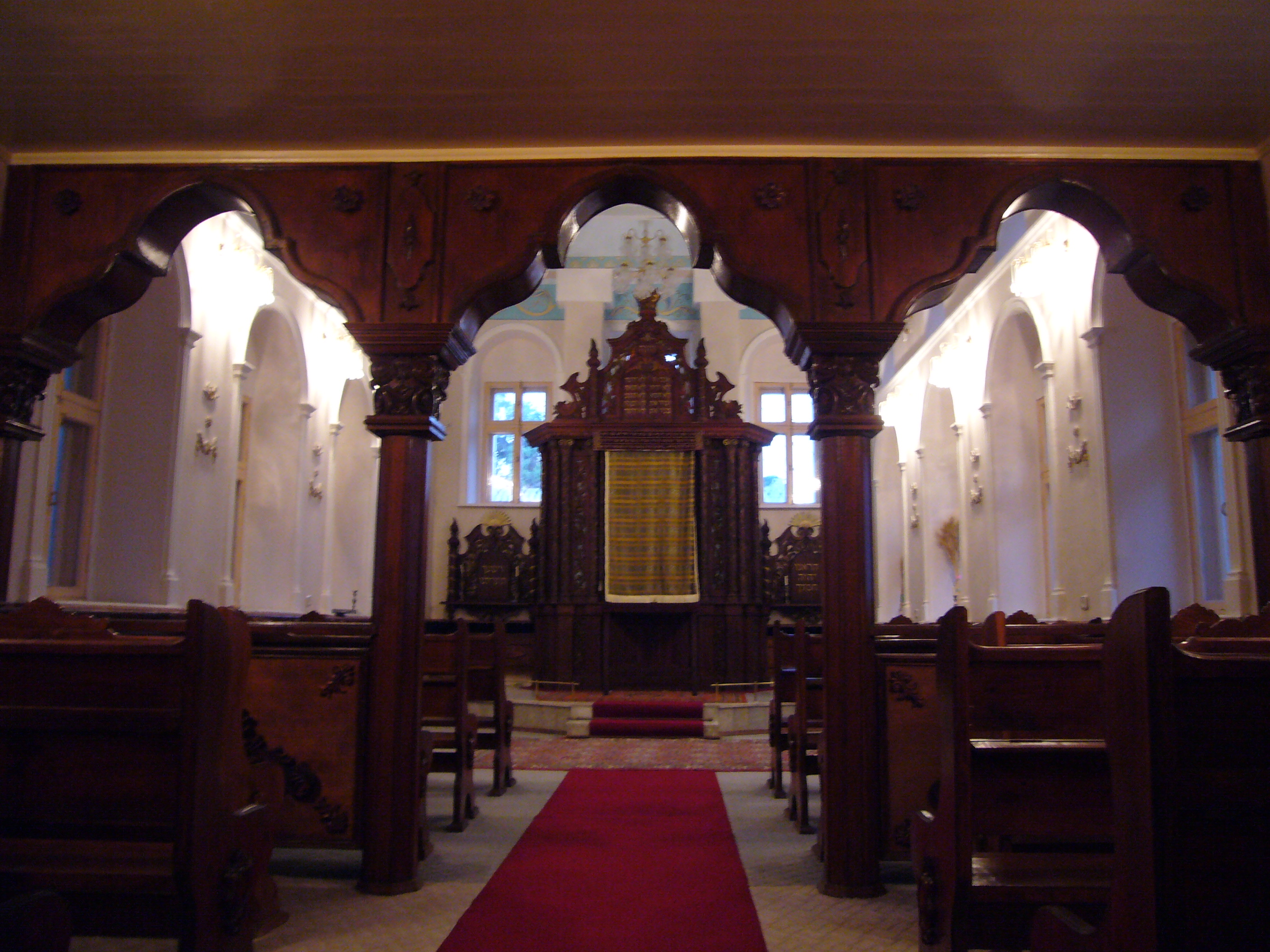
Inneres der Kenessa in Eupatoria

Kenessa (vom aramäischen Wort für „Versammlung“ (hebräisch בית הכנסת beit knesset)) wird die Synagoge der Karaiten und Karäer, sowie der persischen Juden genannt.

## Ausstattung
Kenessas sind ähnlich den Synagogen des rabbinischen Judentums eingerichtet. Sie sind oft in Nord-Süd-Richtung gelagert. Beginnend vom nördlichen Eingang umfasst eine Kenessa:
- Azar (עזר, Hilfe) – Vorraum, in dem die Gottesdienstbesucher die Schuhe ablegen, da das Tragen von Schuhen in der Kenessa nicht erlaubt ist.
- Moschav Zekenim (מושב זקנים, Greisenbänke) – Holzbänke für Alte und Trauernde, normalerweise unter einer Empore, deren Oberbereich – Männerblicken verborgen – den Frauen vorbehalten ist.
- Schulchan (שולחן, Tisch) – Hauptschiff, wo Männer und Knaben dem Gottesdienst kniend beiwohnen. Traditionell wurden diese Räume mit Teppichen ausgelegt, modernere Kenessas verfügen auch über Bänke.
- Heichal (היחל, Palast / Tempel) – vergleichbar mit Toraschrein und Bima einer rabbinischen Synagoge.

## Erhaltene Kenessas
Auf dem Gebiet der ehemaligen Sowjetunion gab es 20 Kenessas, neun davon auf der Krim (1918 kamen zwei hinzu). Erhaltene Kenessas sind – oftmals baufällige – Gedenkstätten, andere wie die Kenessa von Sewastopol sind in fremder Hand. Im wichtigsten karäischen Gebetsort der Ukraine, in Jewpatorija auf der Krim, befinden sich zwei unabhängige Kenessas, die 2005 und 1999 wiedereröffnet wurden. Bemerkenswert ist auch die Kenessa in Kiew.
In Litauen errichtete man Kenessas im 14. Jahrhundert in Trakai, Biržai, Kėdainiai, Panevėžys und Vilnius. Seit Anfang des 20. Jahrhunderts sind noch die Kenessas in Trakai und in Vilnius in Betrieb.
In Israel gibt es mehrere karaitische Synagogen, darunter die Anan-ben-David-Synagoge aus dem 15. Jahrhundert in der Jerusalemer Altstadt.
Es gibt eine Kenessa – genannt „The Eli Haroun prayer and community centre“ – der „Karaite Jews of Europe“ in Eglisau, in der Schweiz.

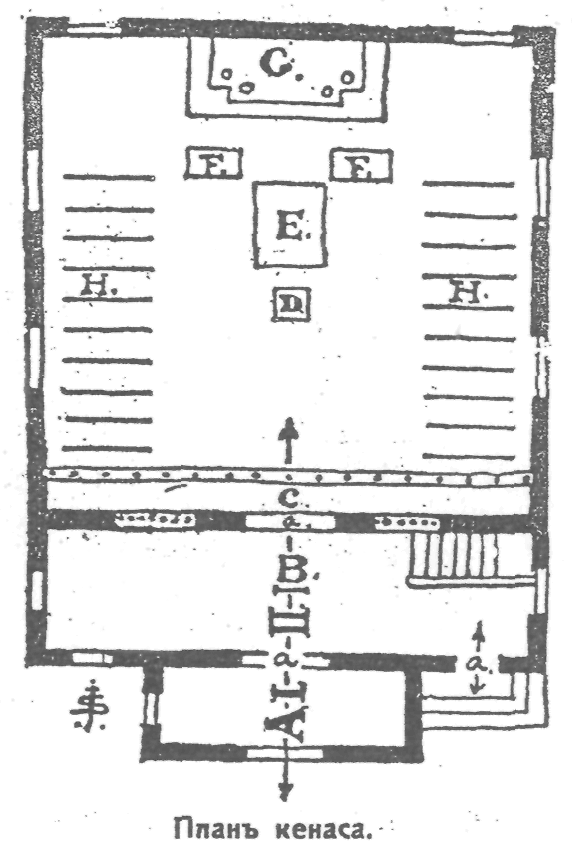
Grundriss einer Kenessas in Vilnius. Mit Azar (עזר, Hilfe), Moschav Zekenim (מושב זקנים), H= Bänke, anstelle von Teppichen, E=Schulchan (שולחן), C=Heichal (היחל)

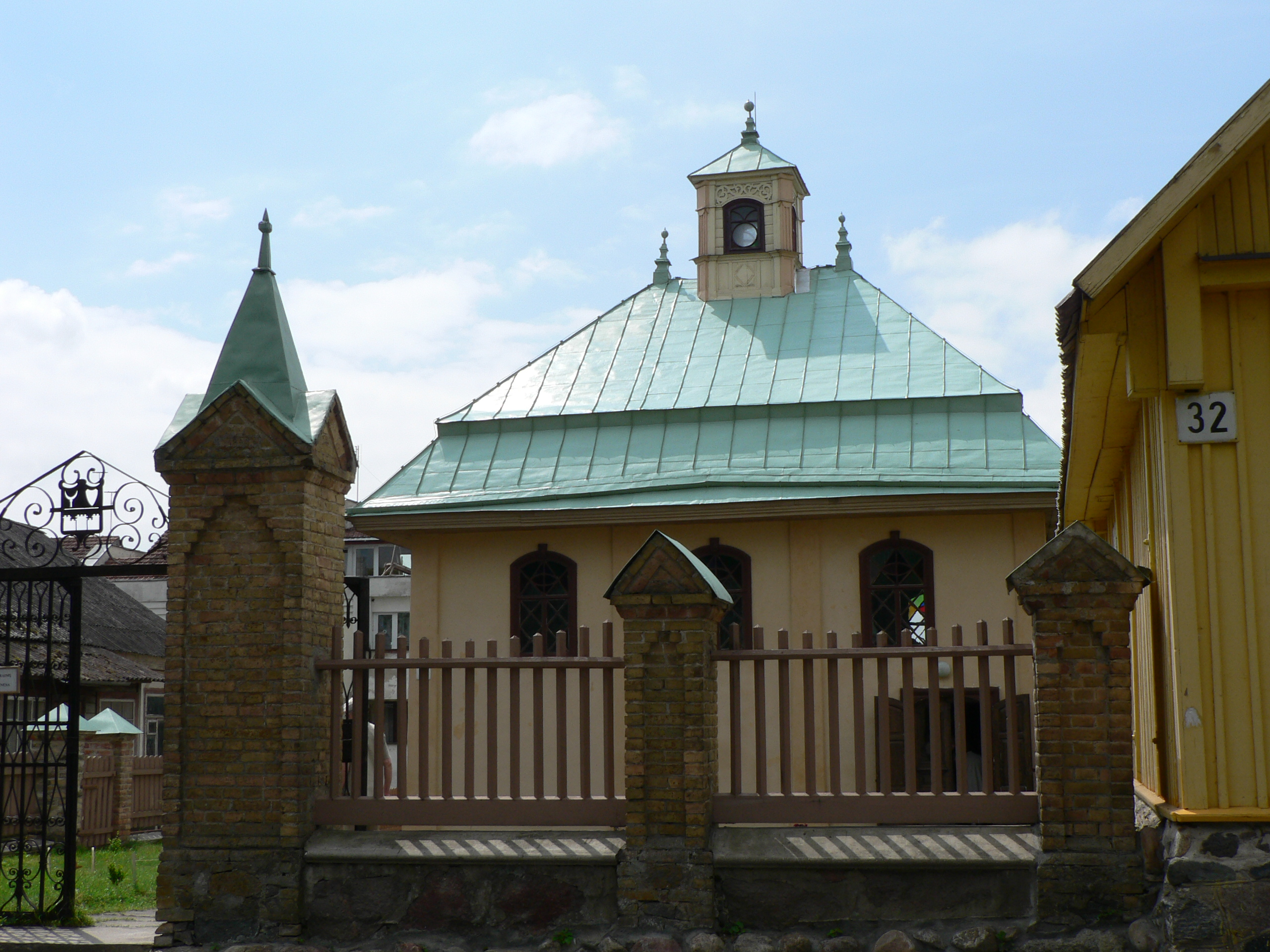
Trakai
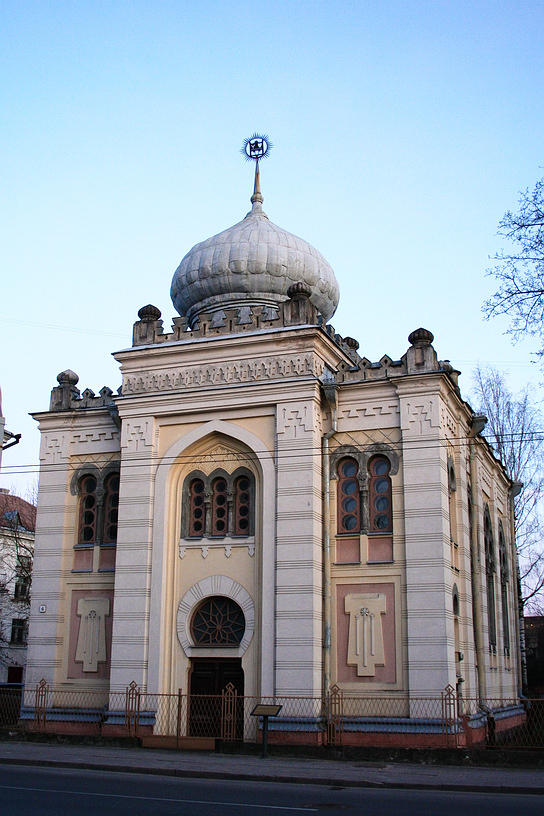
Vilnius
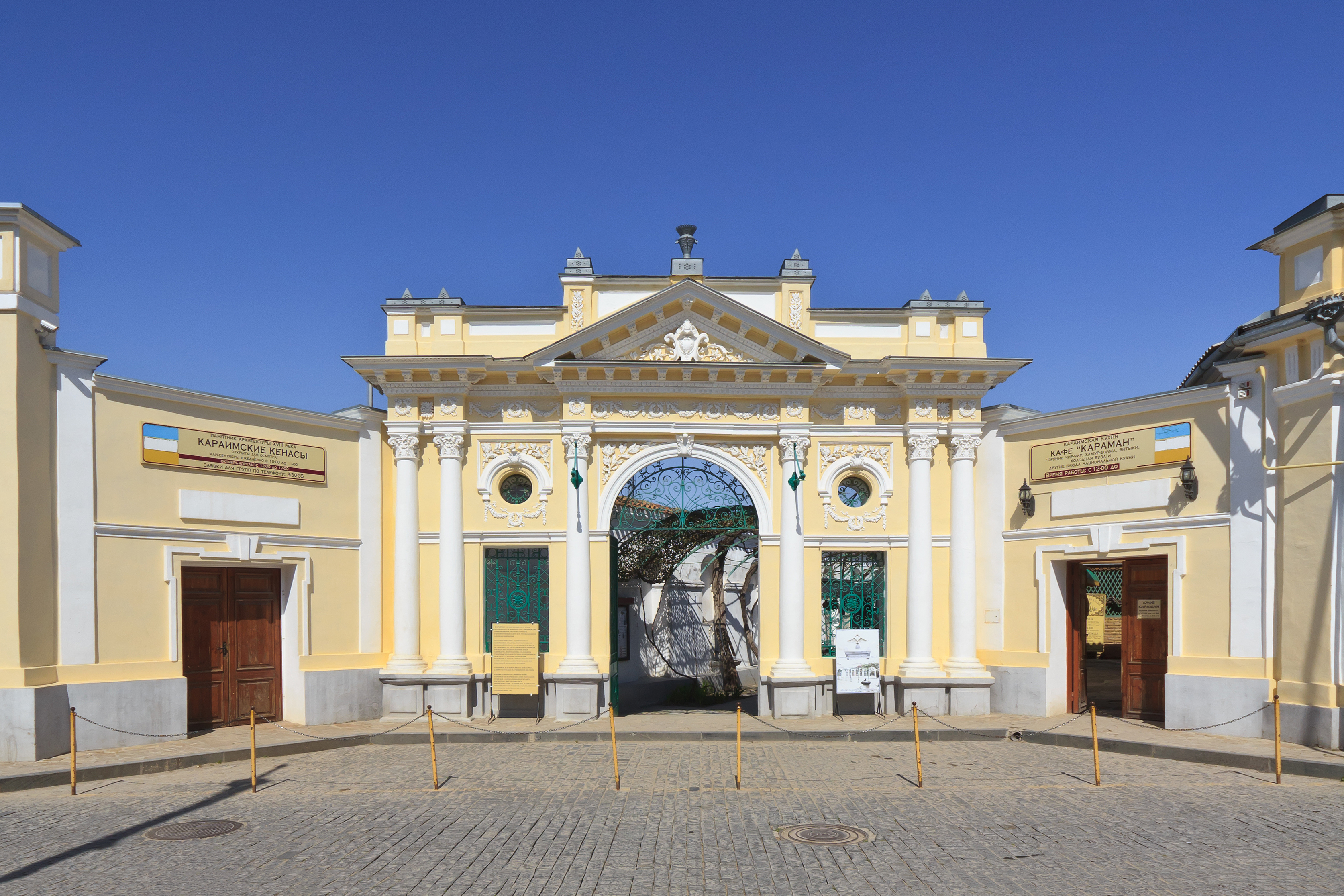
Jewpatorija
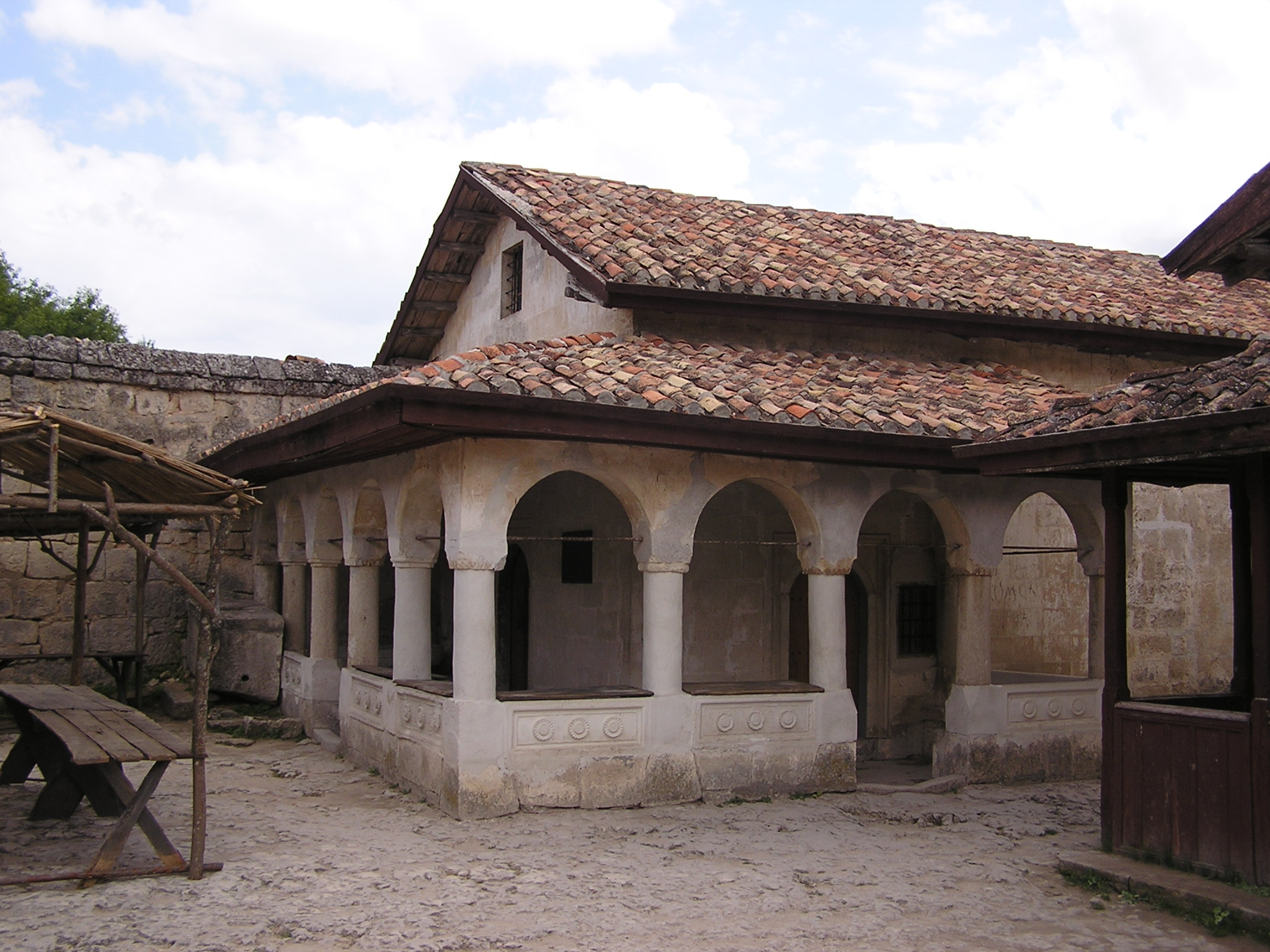
Cufut Kale
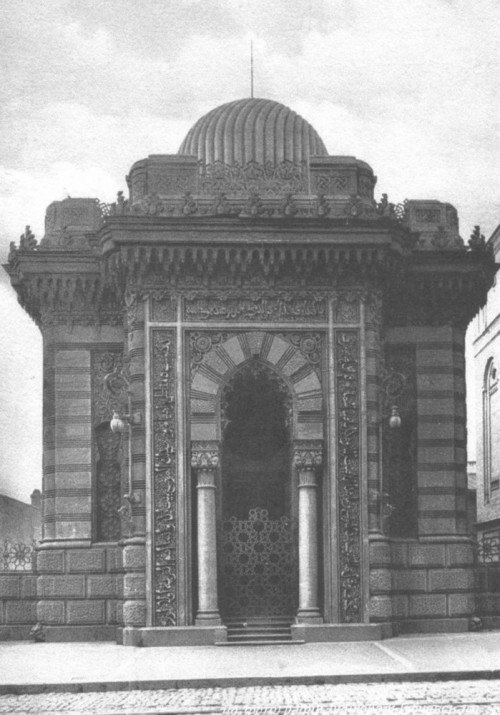
Kiew
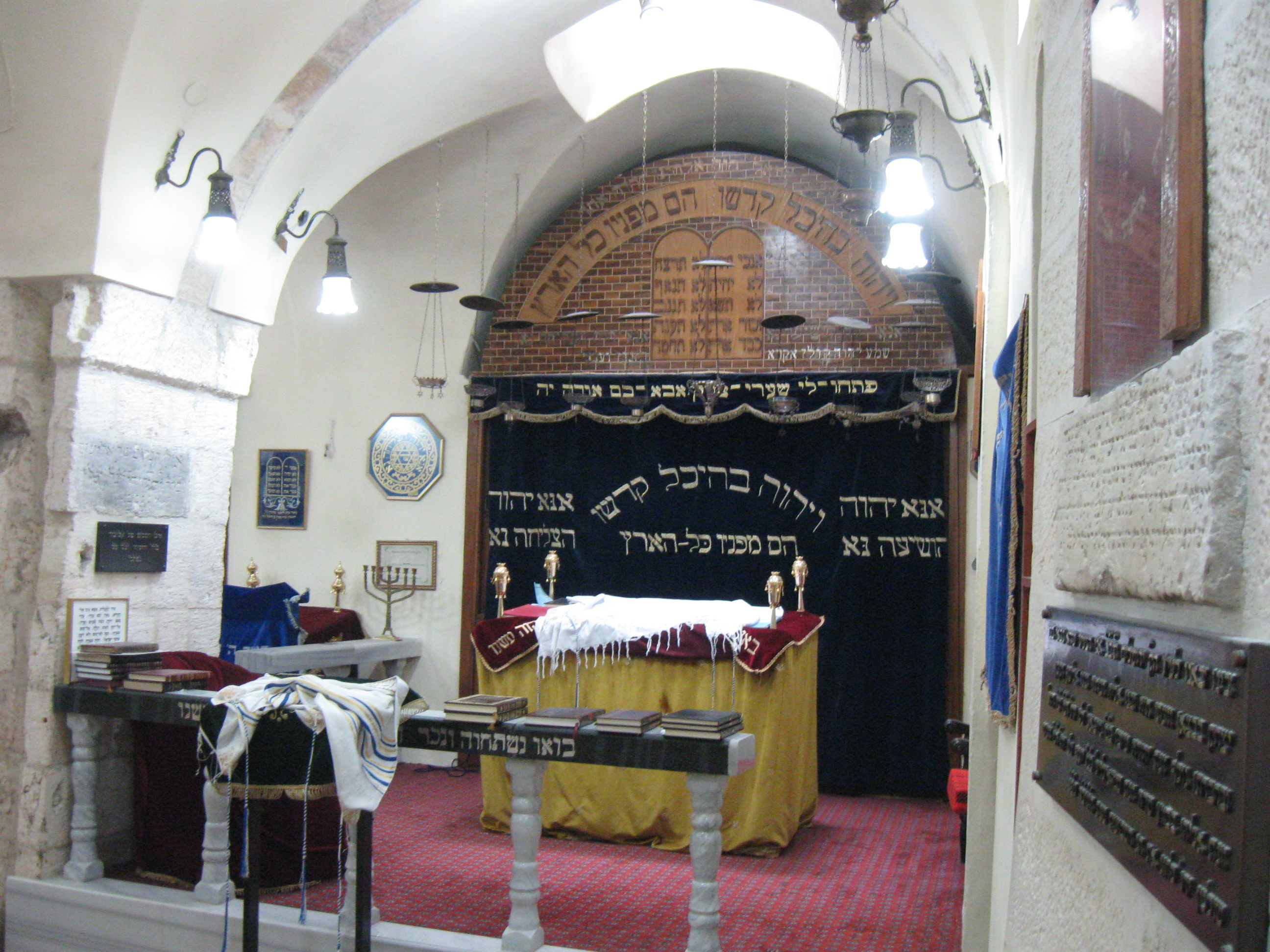
Jerusalem